# Gorsko izrazoslovje
Ta stran opisuje nekatere izraze, povezane z alpinizmom.

## B
balvan
Zelo velika, tudi več ton težka skala, običajno v povsem tujem okolju, na pašniku, v gozdu, ki jo je odložil ledenik ali plaz ali se je odtrgala iz stene.
bivak vreča
Lahka, spalni, podobna vreča, za bivakiranje v sili.
bok gore
Ploskev, ki omejuje steber, steno; stranski del stebra, stene, gore.

## Č
čelada
kos zaščitne opreme za glavo, navadno iz plastike.
čelna svetilka
baterijska (ali karbidna svetilka), ki jo namestimo na glavo oziroma na čelado, da imamo proste roke za hojo, plezanje, turno smučanje.
čok

## G
gora
Izrazita, navadno visoka vzpetina zemeljskega površja.
gorovje
v zaključeno celoto povezana skupina gore
gorstvo
zaključena celota gora.
grapa
Velika podolžna razjeda, ki poteka z vrhnjih delov gore proti dolini, čez pobočje, steno, nastala zradi delovanja vode, snežnih in/ali lednih plazov; Tudi ozka dolina s strmimi pobočji.
greben
Podolgovat stik dveh strmih pobočij ali sten; tudi strma, podolgovata visokogorska vzpetina.
greda
Navadno ožja, poševno potekajoča polica v skalovju, nasuta s kamenjem.
grigri
Kovinska priprava trikotne oblike za varovanje od zgoraj ali spodaj in pri napredovanju v plezališčih, ki samodejno zaustavi drsenje vrvi in skrajša padec, sestavljena iz notranjega polkrožnega utora, skozi katerega teče plezalna vrv, in ušesa, v katero se vpne vponka zaradi zaprtja in pritrditve na telo, plezalni pas.

## H
hrbet
Zaobljena podolgovata gorska vzpetina z razmeroma položnimi pobočji, nastala zaradi tektonskih premikov oziroma kolizije dveh tektonskih plošč. Označuje tako gorski hrbet na kopnem, kot hrbet v oceanih in morjih.

## I
igla
Vitka, koničasta skalna tvorba.

## J
jeklenica
Žična vrv, vita iz jeklenih žic; tudi 5,6 mm debela vrv za reševanje, vita iz jeklenih žic.

## K
kamin
Strma in ozka razpoka s prečnim prerezom navadno v obliki črke U in vzporednima stenama, široka najmanj toliko, da je mogoče gvozdenje s celim telesom.
klin
Kovinski pripomoček s steblom, glavo in ušesom, ki se zabije v razpoko, izvrtino v skali, sneg, led, uvije v led za varovanje in napredovanje pri plezanju, reševanju; tudi v obliki ostrega kota uravnan zaključek doline.
klonica
Lopa, manjša votlina.
kočna
Polkrožen zaključni del ledeniške doline, obdan s strmimi pobočji; pogosto ime za gore nad takimi dolinami.
komarča
Strm zatrep, skalnat več deset ali sto metrov visok prag nad koncem ledeniške doline.
kompas
navigacijska priprava, za določanje smeri neba s pomočjo magnetne igle, tudi z vetrovnico in vizirno napravo.
komplet
Hitra zanka; dve vponki, ki sta povezani s trakom. Eno vpnemo v klin, v drugo pa vrv.
kot
Ozek sklep doline, obdan s strmimi pobočji; tudi stik dveh pokončnih ploskev v steni.
kuk
Špičast oster vrh.

## L
leva
Majhna in zelo plitva vdolbina v steni.
lijak
Skalni žleb ali njegov del, ki se proti dnu zožuje.
lom
Del pobočja, kraj, kjer svet hitro prehaja v strmino.
lopa
Nekoliko večja kot leva, a ne globoka vdolbina v steni; tudi klonica.
luknja
Okno, naravni prehod skozi skalo ali med skalami; tudi presledek v grebenu.
luska
Skalna plošča, ki se na enem koncu drži stene.

## M
markacija
Barvno znamenje za označevanje poti v obliki kroga, trikotnika, pravokotnika, črt ali puščic, tudi s črkami in številkami.
melišče
Svet ob vznožju gorskih sten, prekrit z odkruški: s peskom, z gruščem, kamenjem in posameznimi skalami.
metulj
Pripomoček za varovanje (pri tehničnem plezanju tudi napredovanje); aktivno zatikalos prožnim ali togim steblom ali dvema stebloma z zanko iz jeklenice, s tremi ali štirimi izsredniki in napenjalom, ki se namesti v poči tako, da se napenjalo potegne navzdol, pri čemer se izsredniki zaprejo, pri popustitvi napenjala pa razprejo.
Možic
Iz kamenja zložen stožec za orientacijo na brezpotjih, v plezalni smeri, označevanje vrhov.

## N
napušč
Bolj ali manj vodoravna spodnja ploskev izbokline, podobna strešnemu napušču (streha).
neskončna zanka
Sklenjena zanka iz sešitega traku, krajšega kosa vrvi, pomožne vrvice, sklenjenih s podaljševalnim vozlom, za spust po vrvi, sisteme varovališč, škripčevja; za navezovanje, varovanje na stojišču/varovališču.
niša
Manjša votlina v steni z ravnim ali položnim dnom.

## O
okno
Odprtina v steni, grebenu večjih razsežnosti, skozi katerega se vidi.
oprimek
Izboklina, vboklina, razpoka v skali, ledu, trdem snegu, umetni steni, za katero se plezalec (lahko) oprime pri napredovanju, mirovanju.
osmica
Pripomoček iz kovinske ploščice v obliki številke osem za varovanje in spuščanje po vrvi; tudi vozel, ki se uporablja za privezovanje na pas.
ostenje
Skupina sten na isti strani gore, ki se dvigajo nad dolino in tvorijo celoto.
ozebnik
Ozek strm prehod med stenama, kjer je do poznega poletja ali stalno sneg.

## P
peč
Starejši ljudski izraz za pečino, neporaščeno skalno območje, steno.
planota
Višji, precej raven ali rahlo razgiban gorski svet, omejen s strmejšimi pobočji.
plaz
Gmota snega, ledu, kamenja, zemlje, ki drsi, teče, se kotali ali puhne v dolino.
plaznica
Celotna dolžina plazu od čela napoke do čela plaznega stožca.
pleče
Položen vršni del gore.
plezalni pas
Priprava iz nosilnega, sedežnega in prsnega dela, ki v sistemu varovanja sprejme in porazdeli sile pri padcu in visenju na svoje dele in dele telesa.
plošča
Strm, navpičen ali previsen, gladek ali slabo razčlenjen del stene.
pobočje
Nagnjen svet med vznožjem in vrhom gore.
poč
Razpoka v steni, širša od reže, široka za roko ali nogo.
poklina
Plitva skalna razpoka, ožja od poči.
polica
Vodoraven ali poševen, iz stene izstopajoč del ali pas kamnine, kjer je mogoč prehod.
pomožna vrvica (prusik)
Navadno 4-8 mm debela in 40 cm - 7 m dolga vrv, ki se uporablja za zanke, vozle pri reševanju, samovarovanju, kot vmesni člen med dvema pritrditvenima točkama.
prag
Nekaj deset metrov visoka, strma ali navpična stena v položnejšem svetu; tudi višji navpičen odsek v nagnjeni površini (stopnja < prag < skok).
previs
Del stene, ki ima naklonski kot večji od 90°.

## R
rama
Širok, položen ali vodoraven del grebena, raza, ki omogoča lažji prehod, tudi počivanje.
raz
Rob kjer se stika dvoje strmih pobočij ali sten, navadno z razčlenjenim vrhnjim delom.
raztežaj
Dolžina uporabljene plezalne vrvi med dvema varovališčema, nekdaj med 30-40 m, zdaj 50-70 m; tudi razdalja v smeri, steni, ki ustreza taki dolžini.
rebro
Neizrazit del raza ali neizrazita stebrasta oblika v steni.
rob
Terenski lom, izrazit obronek, pod katerim je prepad s kamnito površino.
rušje
Grmičast bor, ki raste v višjih legah, navadno nad gozdno mejo; tvori skoraj neprehoden svet.

## S
sedlo
Nižji del gorskega slemena, kjer je možen pehod iz ene doline v drugo.
sidrišče
Mesto z eno ali več sidrnimi točkami, navadno na varovališču.
skalovje
Več velikih skal.
skok
Glej prag.
sleme
Enakomerno visoka podolgovata, strma gorska vzpetina. Po navadi porasel in nerazčlenjen.
steber
Visok, izrazit, izbočen del stene, ki je omejen s strmimi ploskvami, boki, tudi grapami, ki pogosto sega od vznožja do vrha stene.
stena
Zelo strmo skalno ali ledeno pobočje z nagibom nad 40º.
stojišče
Mesto v steni, kjer je omogočeno stati. Odtod plezalec varuje soplezalca.
stolp
Velika pokončna kamnita tvorba, ki je v spodnjem delu zaraščena s steno.
stop
Razčlemba v steni, na katero lahko med plezanjem stopimo.
svedrovec
Specialni sklani klin, za pritrditev katerega v steno izvrtamo luknjo in ga uvijemo vanjo. Uporablja se na mestih, kjer ni moč zabiti običajnega klina.

## Š
škrbina
Ozek in oster presledek v grebenu.
šotor
Zložljiva priprava za začasno prenočevanje.
špik
Stožčasta oblika vzpetine. Koničast vrh gore.

## V
varovališče
Mesto, prostor v steni s sidriščem in stojiščem, kjer plezalec varuje sebe in soplezalca.
vponka
Kovinski pripomoček z obroču podobnim telesom in zaskočko na vzmet v katerega se pri plezanju, hoji, reševanju vpre vrv, pomožna zanka, hitra zanka, še ena vponka zaradi (samo)varovanja. Dve vponki povezani z zanko tvorita sistem, lahko pa se uporablja tudi samostojno.
vratca
Ozek presledek v grebenu, v katerem je mogoče speljati stezo.
vrh
Najvišji del gore.
vrv
Osnovni plezalni pripomoček, namenjen varovanju soplezalca. V alpinizmu se največ uporabljajo dinamične vrvi, ki se pri padcu raztegnejo in s tem ublažijo sunek. Kadar se vrv napelje za stalno, da se ob njej vzpenja z žimarji, se uporabi statična vrv.

## Z
zagozda
Skala, ki se je ustavila in utrdila.
zajeda
Vdolbina v skalovju z zelo razprtima stenama.
zaščitna folija
Po navadi aluminijasta folija, za zaščito pred mrazom, v ekstremnih razmerah.
zatič
Pripomoček za varovanje.
zob
Stolpu podobna, ostra, navpična kamnita tvorba manjšega odseka.

## Ž
žimar
Pripomoček za vzpenjanje po pritrjeni vrvi. Gibanje po vrvi je možno v smeri naprej, pri potegu pa mehanizem zgrabi vrv.
žleb
Strma izdolbina v steni ali pobočju, plitvejša in manj izrazita kot grapa.

## Vir
- Planinski terminološki slovar, ZRC SAZU 2002, ISBN 9616358-68-5